# Bradáček
Bradáček (Listera) je rod pozemních bylin z bohaté čeledě vstavačovitých, kde je řazen do podčeledě Epidendroideae.

## Výskyt
Tento rod je rozšířen převážně v mírném pásmu Kanady a Spojených států amerických a hlavně v Eurasii, kde roste od Islandu až po Malou Asii, dále na Kavkaze, Urale a v pohoří Střední Asie, nachází se také na úbočích Himálají na severu indického subkontinentu a na Tchaj-wanu. Roste na mýtinách nebo okrajích lesů, v křovinách, na loukách, podle druhu mu vyhovují více suchá nebo vlhká stanoviště, stoupá téměř do 2000 m n. m.
Vyskytuje se celkem asi ve 25 druzích. V Československu, stejně jako v celé Evropě, rostou jen dva druhy:
- Bradáček srdčitý (Listera cordata) (L.) R. Br.
- Bradáček vejčitý (Listera ovata) (L.) R. Br.[1][2]

## Ohrožení
Bradáček srdčitý je v ČR velkou vzácností, patří proto do skupiny rostlin kriticky ohrožených (C1 – CR). Bradáček vejčitý je naopak u nás nejrozšířenější orchidej, je řazen do skupiny vzácnějších rostlin vyžadující si pouze další pozornost (C4 – LR).

## Popis
Bradáček je vytrvalá autotrofní rostlina vyrůstající z kořene, není při své výživě závislá na jiných organizmech. Každoročně z jara raší nová, nevětvená, štíhlá až tlustá lodyha z podzemního pupene umístěného na štíhlém oddenku. Rostlina se pomoci přirůstajícího oddenku na krátkou vzdálenost také rozšiřuje, vytváří se za příznivých podmínek rostlinná klonální kolonie. Ve spodní části lodyhy rostou většinou dva, méně častěji tři a výjimečně i čtyři, téměř vstřícné, přisedlé tuhé listy které jsou zelené, zcela lysé, vejčitého tvaru se špičatým vrcholem.
Na vrcholu lodyhy vyrůstají květy seskupené do koncového květenství, nejčastěji hroznu nebo klasu obsahující až 100 květů. Jejich stopky vyrůstají z paždí vejčitě kopinatých nebo okrouhlých listenů. Oboupohlavné souměrné květy bez ostruhy mají nerozlišené okvětí tvořené šesti okvětními lístky sestavenými do dvou přeslenů, lístky jsou následkem zkrouceného semeníku otočeny o 180 °. Okvětní lístky, podlouhle vejčité až podlouhle eliptické mají barvu zelenou, žlutozelenou nebo kaštanově červenou. Pouze zdánlivě dolní lístek (ve skutečnosti horní) vnitřního přeslenu je vytvarován do rozeklaného pysku visícího svisle dolů a je přibližně dvounásobně delší než ostatní lístky; jeho středem prochází nektarový kanálek. Tři tyčinky srostly s miskovitou čnělkou ve sloupek, nahoře je prašník se slepenými pylovými zrny. Synkarpní gyneceum je vytvořeno srůstem tří plodolistů, vejčitý semeník je spodní. Bradáček vykvétá v pozdním jaře a v létě.
Plodem je podlouhlá, pukající, šestichlopňovitá tobolka s množstvím malých semen bez endospermu a embryem s málo rozlišenými buňkami. Semena se mohou vyvinout jen v symbióze s mykorhizními houbami, viz Orchideoidní mykorhiza. Rod je pojmenován podle anglického lékaře a přírodovědce Martina Listera (1639 - 1712).

## Některé druhy bradáčků

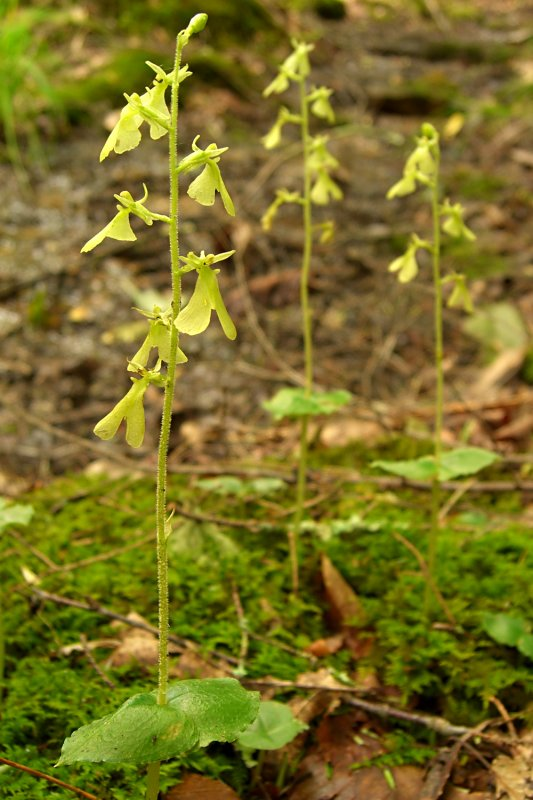
Listera smalli
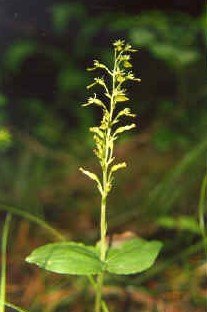
Listera cautina
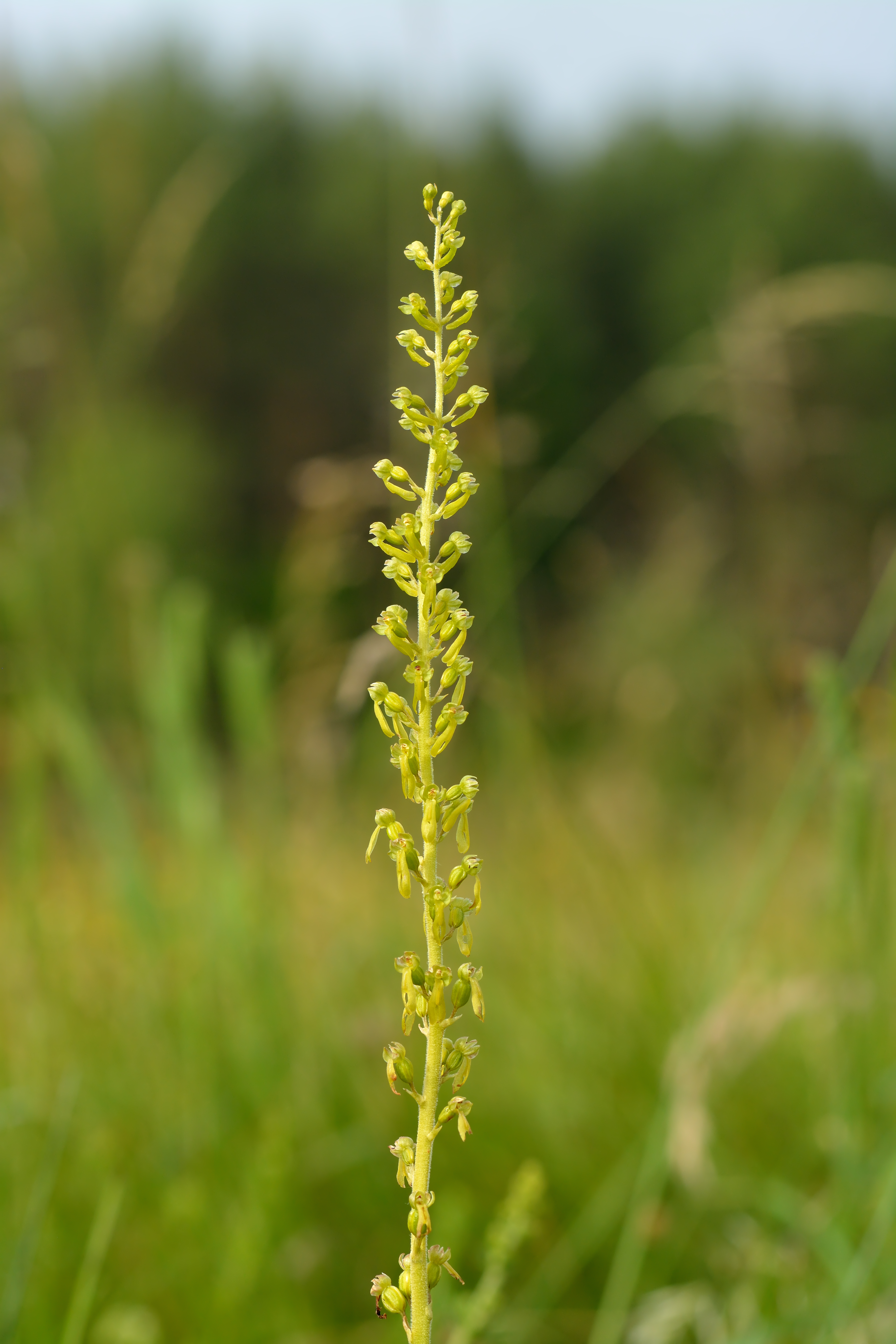
Listera ovata